# República Dominicana en el Torneo masculino de fútbol en los Juegos Olímpicos 2024

## Plantel[3]

### Jugadores
| No. | Pos. | Jugador                 | Fecha de nacimiento (edad) | Apa. | Goles | Club                    |
| --- | ---- | ----------------------- | -------------------------- | ---- | ----- | ----------------------- |
| 1   | POR  | Xavier Valdez           | 20                         | -    | -     | Houston Dynamo FC       |
| 2   | DEF  | Francisco Reyes Marizán | 18                         | -    | -     | FC Volendam             |
| 3   | MED  | Josué Báez              | 22                         | -    | -     | Universidad O&M FC      |
| 4   | DEF  | Édgar Pujol             | 19                         | -    | -     | Real Madrid CF          |
| 5   | DEF  | Luiyi de Lucas          | 29                         | -    | -     | AEL Limassol FC         |
| 6   | MED  | Heinz Mörschel          | 26                         | -    | -     | Agente libre            |
| 7   | DEL  | Óscar Ureña             | 21                         | -    | -     | Girona FC               |
| 8   | MED  | Ángel Montes de Oca     | 21                         | -    | -     | Cibao FC                |
| 9   | DEL  | Rafa Nuñez              | 22                         | -    | -     | Elche CF                |
| 10  | MED  | Edison Azcona           | 20                         | -    | -     | Las Vegas Lights FC     |
| 11  | DEL  | Peter González          | 21                         | -    | -     | Getafe CF               |
| 12  | DEF  | Joao Urbáez             | 21                         | -    | -     | CD Leganés              |
| 13  | POR  | Enrique Bösl            | 20                         | -    | -     | FC Ingolstadt 04        |
| 14  | MED  | Omar de la Cruz         | 22                         | -    | -     | Boyacá Patriotas FC     |
| 15  | MED  | Fabián Messina          | 21                         | -    | -     | Agente libre            |
| 16  | DEF  | Nelson Lemaire          | 22                         | -    | -     | Union Saint-Gilloise    |
| 17  | DEL  | José de León            | 20                         | -    | -     | Deportivo Alavés        |
| 18  | DEL  | Nowend Lorenzo          | 21                         | -    | -     | CA Osasuna              |
| 20  | DEF  | Thomas Jungbauer        | 18                         | -    | -     | SK Dynamo Č. Budějovice |
| 22  | POR  | Anthony Núñez           | 18                         | -    | -     | Mansfield Town FC       |

### Cuerpo técnico
| - Entrenador: Ibai Gómez - Segundo entrenador: Fernando Amorebieta - Segundo entrenador: Iñigo Larriqueta - Técnico auxiliar: Mariano Pérez - Entrenador de porteros: Cristian Brítez - Coordinador de análisis: Gonzalo Rubio | - Preparador físico: Omar Fernández de la Calle - Preparador físico: Adolfo Madrid - Fisioterapeuta: José Vilariño - Nutricionista: Endika Montiel - Médico: Txanton Martínez-Astorquiza - Delegado: Irving Deschamps |

#### República Dominicana vs. España

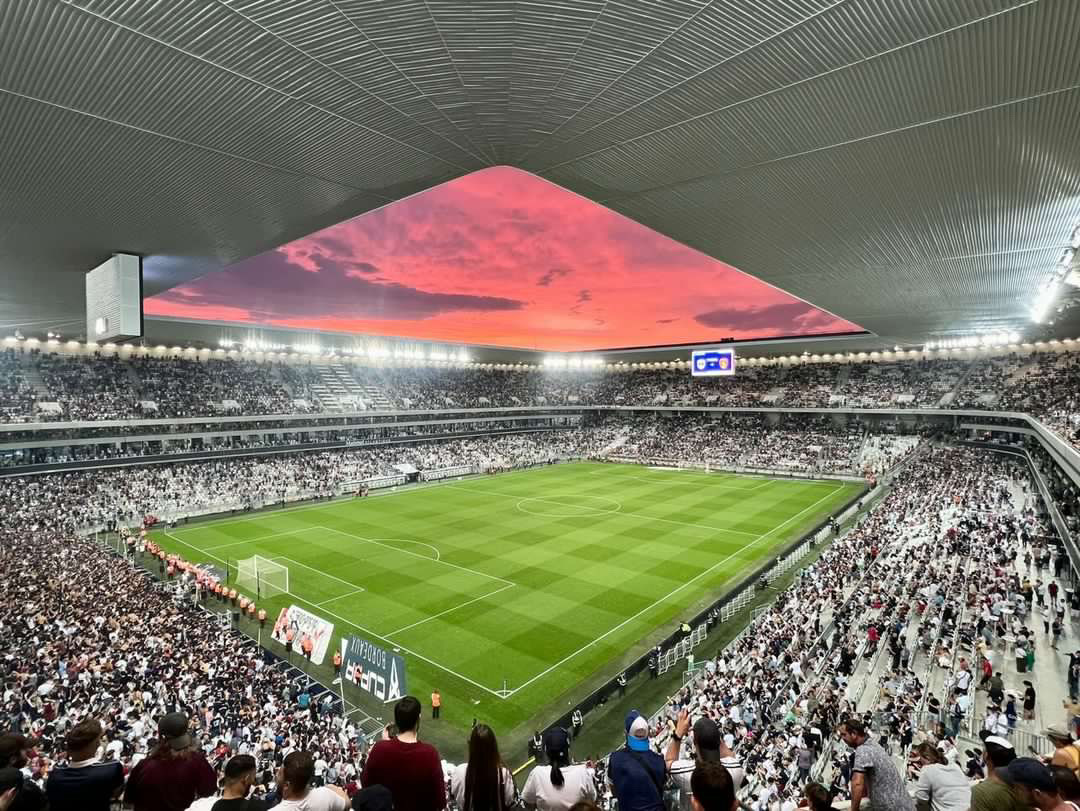
Estadio Matmut Atlantique, Burdeos.

## Participación

### Partidos
| Fecha       | Lugar   | Instancia      |                      |                                    | Resultado |                                    |                      |
| ----------- | ------- | -------------- | -------------------- | ---------------------------------- | --------- | ---------------------------------- | -------------------- |
| 24 de julio | Nantes  | Fase de grupos | Egipto               | Bandera de Egipto                  | 0:0       | Bandera de la República Dominicana | República Dominicana |
| 27 de julio | Burdeos | Fase de grupos | República Dominicana | Bandera de la República Dominicana | 1:3 (1:1) | Bandera de España                  | España               |
| 30 de julio | París   | Fase de grupos | República Dominicana | Bandera de la República Dominicana | 1:1 (0:0) | Bandera de Uzbekistán              | Uzbekistán           |

#### Grupo C
| Selección            | Pts | PJ | PG | PE | PP | GF | GC | Dif |
| -------------------- | --- | -- | -- | -- | -- | -- | -- | --- |
| Egipto               | 7   | 3  | 2  | 1  | 0  | 3  | 1  | 2   |
| España               | 6   | 3  | 2  | 0  | 1  | 6  | 4  | 2   |
| República Dominicana | 2   | 3  | 0  | 2  | 1  | 2  | 4  | −2  |
| Uzbekistán           | 1   | 3  | 0  | 1  | 2  | 2  | 4  | −2  |

#### Egipto vs. República Dominicana

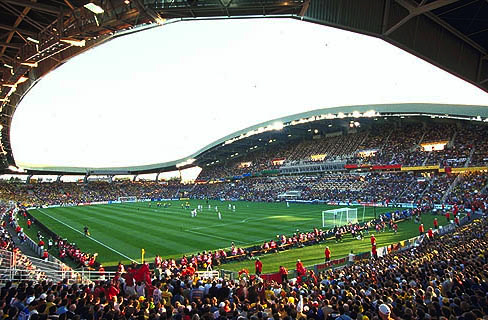
Estadio de la Beaujoire, Nantes.

| 24 de julio de 2024, 17:00 | Egipto | 0:0                      | República Dominicana | Stade de la Beaujoire, Nantes                              |                                                            |
|                            |        | COI Reporte FIFA Reporte |                      | Asistencia: 13 945 espectadores Árbitra: Yoshimi Yamashita | Asistencia: 13 945 espectadores Árbitra: Yoshimi Yamashita |

| Egipto | República Dominicana |

| POR            | 1  | Hamza Alaa         |     |     |
| DEF            | 13 | Karim El Debes     |     | 87' |
| DEF            | 5  | Hossam Abdelmaguid |     |     |
| DEF            | 2  | Omar Fayed         | 68' |     |
| DEF            | 4  | Ahmed Eid          |     |     |
| MED            | 6  | Mohamed Shehata    |     |     |
| MED            | 17 | Mohamed Elneny     |     |     |
| MED            | 3  | Ahmed Atef         |     | 87' |
| DEL            | 14 | Zizo               |     |     |
| DEL            | 9  | Osama Faisal       |     | 77' |
| DEL            | 10 | Ibrahim Adel       |     | 86' |
| Cambios:       |    |                    |     |     |
| DEL            | 18 | Bilal Mazhar       |     | 77' |
| DEL            | 11 | Mostafa Saad       |     | 86' |
| MED            | 19 | Mohamed Hamdy      |     | 87' |
| MED            | 8  | Ziad Kamal         |     | 87' |
| Entrenador:    |    |                    |     |     |
| Rogério Micale |    |                    |     |     |

| POR         | 1  | Xavier Valdez     |     |       |
| DEF         | 4  | Edgar Pujol       |     |       |
| DEF         | 12 | Joao Urbáez       |     |       |
| DEF         | 5  | Luiyi de Lucas    |     |       |
| MED         | 18 | Nowend Lorenzo    |     | 77'   |
| MED         | 2  | Francisco Marizán |     |       |
| MED         | 15 | Fabian Messina    | 44' | 76'   |
| MED         | 6  | Heinz Mörschel    |     |       |
| MED         | 9  | Rafael Nuñez      |     | 90+3' |
| DEL         | 11 | Peter González    |     | 77'   |
| DEL         | 7  | Oscar Ureña       |     | 77'   |
| Cambios:    |    |                   |     |       |
| MED         | 14 | Omar de la Cruz   |     | 76'   |
| MED         | 3  | Josué Báez        | 85' | 77'   |
| MED         | 10 | Edison Azcona     |     | 77'   |
| DEL         | 17 | José de León      |     | 77'   |
| DEF         | 16 | Nelson Lemaire    |     | 90+3' |
| Entrenador: |    |                   |     |       |
| Ibai Gómez  |    |                   |     |       |

Árbitra:

 Yoshimi Yamashita

Árbitras asistentes:

 Makoto Bozono

 Naomi Teshirogi

Cuarta árbitra:

 Odette Hamilton

VAR:

 Sivakorn Pu-udom

Adicional VAR:

 Héctor Paletta
| Estadísticas      | Bandera de Egipto | Bandera de la República Dominicana |
| Tiros             | 12                | 15                                 |
| Tiros a puerta    | 3                 | 3                                  |
| Faltas            | 12                | 13                                 |
| Saques de esquina | 4                 | 6                                  |
| Penaltis          | 0                 | 0                                  |
| Fueras de juego   | 2                 | 0                                  |
| Posesión de balón | 48%               | 52%                                |

#### República Dominicana vs. España[8]
| 27 de julio de 2024, 15:00 | República Dominicana | 1:3 (1:1)                | España                                | Stade de Bordeaux, Burdeos |                           |
|                            | Montes de Oca 38'    | COI Reporte FIFA Reporte | López 24' · Baena 55' · Gutiérrez 70' | Árbitro(s): Adel Al-Naqbi  | Árbitro(s): Adel Al-Naqbi |

| República Dominicana | España |

| POR         | 13 | Enrique Boesl       |       |     |
| DEF         | 4  | Edgar Pujol         |       |     |
| DEF         | 5  | Luiyi de Lucas      |       |     |
| DEF         | 12 | Joao Urbáez         |       |     |
| MED         | 2  | Francisco Marizán   |       | 79' |
| MED         | 14 | Omar de la Cruz     |       | 60' |
| MED         | 6  | Heinz Mörschel      |       | 90' |
| MED         | 8  | Ángel Montes de Oca |       |     |
| MED         | 16 | Nelson Lemaire      |       | 60' |
| DEL         | 18 | Nowend Lorenzo      |       | 45' |
| DEL         | 10 | Edison Azcona       | 45+1' |     |
| Cambios:    |    |                     |       |     |
| DEL         | 11 | Peter González      |       | 45' |
| DEL         | 9  | Rafael Nuñez        |       | 60' |
| DEL         | 7  | Oscar Ureña         |       | 60' |
| DEL         | 17 | José de León        |       | 79' |
| MED         | 3  | Josué Báez          |       | 90' |
| Entrenador: |    |                     |       |     |
| Ibai Gómez  |    |                     |       |     |

| POR         | 1  | Arnau Tenas      |       |     |
| DEF         | 20 | Juanlu Sánchez   |       |     |
| DEF         | 4  | Eric García      |       |     |
| DEF         | 5  | Pau Cubarsí      | 45+1' | 66' |
| DEF         | 3  | Juan Miranda     |       | 66' |
| MED         | 6  | Pablo Barrios    |       | 66' |
| MED         | 11 | Fermín López     |       | 77' |
| DEL         | 10 | Álex Baena       |       | 78' |
| DEL         | 14 | Aimar Oroz       |       |     |
| DEL         | 9  | Abel Ruiz        |       |     |
| DEL         | 17 | Sergio Gómez     |       |     |
| Cambios:    |    |                  |       |     |
| DEF         | 12 | Jon Pacheco      | 90+3' | 66' |
| DEF         | 15 | Miguel Gutiérrez |       | 66' |
| MED         | 16 | Adrián Bernabé   |       | 66' |
| MED         | 8  | Beñat Turrientes |       | 77' |
| DEL         | 7  | Diego López      |       | 78' |
| Entrenador: |    |                  |       |     |
| Santi Denia |    |                  |       |     |

Árbitra:

 Adel Al-Naqbi

Árbitras asistentes:

 Ahmed Alrashadi

 Sabet Obaid Suroor Al-Ali

Cuarta árbitra:

 Jelena Cvetković

VAR:

 Sivakorn Pu-udom

Adicional VAR:

 Khamis Al-Marri
| Estadísticas      | Bandera de la República Dominicana | Bandera de España |
| Tiros             | 3                                  | 20                |
| Tiros a puerta    | 1                                  | 9                 |
| Faltas            | 14                                 | 11                |
| Saques de esquina | 1                                  | 2                 |
| Penaltis          | 0                                  | 0                 |
| Fueras de juego   | 0                                  | 2                 |
| Posesión de balón | 45%                                | 55%               |

#### República Dominicana vs. Uzbekistán

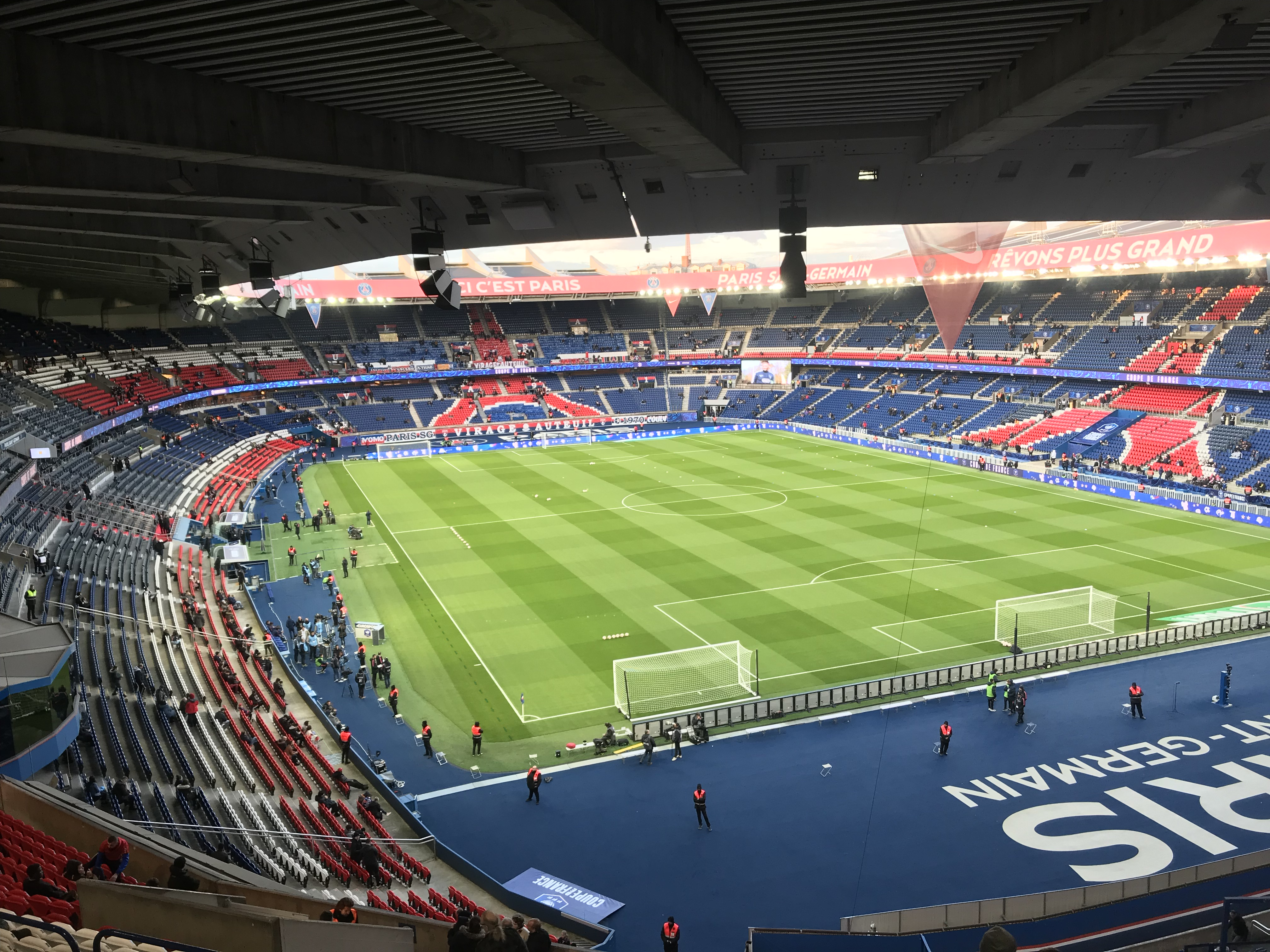
Parque de los Príncipes, París.

| 30 de julio de 2024, 15:00 | República Dominicana | 1:1 (0:0)                | Uzbekistán | Parque de los Príncipes, París |                                |
|                            | Núñez 51' (pen.)     | COI Reporte FIFA Reporte | Odilov 58' | Árbitro(s): Mahmood Ali Ismail | Árbitro(s): Mahmood Ali Ismail |

| República Dominicana | Uzbekistán |

| POR         | 1  | Xavier Valdez       |     |      |
| DEF         | 4  | Edgar Pujol         |     |      |
| DEF         | 12 | Joao Urbáez         |     | 82'  |
| DEF         | 5  | Luiyi de Lucas      | 55' | 88'  |
| MED         | 17 | José de León        |     | 45'  |
| MED         | 8  | Ángel Montes de Oca |     |      |
| MED         | 6  | Heinz Mörschel      |     |      |
| MED         | 9  | Rafael Nuñez        |     |      |
| DEL         | 18 | Nowend Lorenzo      |     | 65'  |
| DEL         | 11 | Peter González      |     |      |
| DEL         | 7  | Oscar Ureña         |     | 45#' |
| Cambios:    |    |                     |     |      |
| DEF         | 2  | Francisco Marizán   |     | 45'  |
| MED         | 3  | Josué Báez          |     | 45'  |
| MED         | 14 | Omar de la Cruz     |     | 65'  |
| DEF         | 16 | Nelson Lemaire      |     | 82'  |
| DEF         | 20 | Thomas Jungbauer    |     | 88'  |
| Entrenador: |    |                     |     |      |
| Ibai Gómez  |    |                     |     |      |

| POR           | 12 | Vladimir Nazarov         |         |       |
| DEF           | 2  | Saidazamat Mirsaidov     |         |       |
| DEF           | 13 | Zafarmurod Abdirakhmatov |         |       |
| DEF           | 3  | Abduqodir Husanov        | 25'     |       |
| DEF           | 5  | Muhammadkodir Hamraliev  |         |       |
| MED           | 18 | Abdurauf Buriev          | Capitán |       |
| MED           | 15 | Umarali Rakhmonaliev     |         | 90+3' |
| MED           | 8  | Ruslanbek Jiyanov        |         | 57'   |
| MED           | 19 | Ibrokhim Ibragimov       |         | 57'   |
| MED           | 20 | Alisher Odilov           |         | 84'   |
| DEL           | 9  | Khusayin Norchaev        |         | 58'   |
| Cambios:      |    |                          |         |       |
| MED           | 10 | Jasurbek Jaloliddinov    |         | 57'   |
| MED           | 7  | Abbosbek Fayzullaev      |         | 57'   |
| DEL           | 14 | Eldor Shomurodov         |         | 58'   |
| MED           | 17 | Diyor Kholmatov          |         | 84'   |
| DEF           | 16 | Asadbek Rakhimzhonov     |         | 90+3' |
| Entrenador:   |    |                          |         |       |
| Timur Kapadze |    |                          |         |       |

Árbitro:

 Mahmood Ali Ismail	

Árbitros asistentes:

 Elvis Noupue

 Liban Abdoulrazack Ahmed

Cuarta árbitra:

 Kim Yu-jeong

VAR:

 Rodrigo Carvajal

Adicional VAR:

 Daiane Muniz
| Estadísticas      | Bandera de la República Dominicana | Bandera de Uzbekistán |
| Tiros             | 15                                 | 17                    |
| Tiros a puerta    | 5                                  | 5                     |
| Faltas            | 12                                 | 13                    |
| Saques de esquina | 3                                  | 7                     |
| Penaltis          | 1                                  | 0                     |
| Fueras de juego   | 2                                  | 6                     |
| Posesión de balón | 51%                                | 49%                   |